# Bostadsstyrelsen (Finland)
Bostadsstyrelsen var ett finländsk centralt ämbetsverk underställt inrikesministeriet, inrättades 1966 och indrogs 1993, varvid dess åligganden överfördes på miljöministeriet (bostadspolitiken) och Statskontoret (finansieringen).